# Friedrich Wilhelm Kritzinger (théologien)
Ne doit pas être confondu avec Friedrich Wilhelm Kritzinger.
Friedrich Wilhelm Kritzinger (né le 24 janvier 1816 à Lehnin, province de Brandebourg, et mort le 12 juillet 1890 à Naumbourg, province de Saxe) est un théologien protestant et éducateur prussien. Il est entré dans l'histoire littéraire en tant qu'auteur du chant de Noël Süßer die Glocken nie klingen (de).

## Biographie
Kritzinger est le descendant d'exilés de Salzbourg qui ont été expulsés de l'archevêché de Salzbourg en 1731/32 et ont pu s'installer dans la principauté de Saxe-Mersebourg. Les générations suivantes se sont installées à Leipzig en électorat de Saxe, d'où le père de Kritzinger est parti pour la Prusse dans la tourmente des guerres napoléoniennes. Il y trouve un emploi à Lehnin en tant que greffier en économie et finalement secrétaire auprès de l'administration fiscale (de) royale prussienne. De son union avec la fille d'un maître tailleur de Lehnin naît en 1816 un fils, Friedrich Wilhelm, avant qu'il n'épouse sa femme en mai 1817. Le deuxième fils, Ludwig, suit en 1823.
Après l'école du couvent de Lehnin et une école secondaire, il étudie la théologie avec August Neander à Berlin. De 1847 à 1850, il dirige un institut privé à Pyritz (province de Poméranie). À Pâques 1850, il est nommé recteur de l'école municipale de Naugard (province de Poméranie). Sur la recommandation du ministre prussien de l'Éducation Friedrich Eichhorn, Othon-Victor, prince de Schönbourg-Waldenbourg nomme Kritzinger premier directeur de l'école de formation des enseignants à Droyßig (province de Saxe) à partir du 8 juillet 1852. Kritzinger occupe ce poste pendant 38 ans.
En mauvaise santé, Kritzinger doit demander sa retraite le 1er juillet 1890. Il s'installe à Naumbourg avec sa famille. Il y meurt peu de temps après avoir déménagé. À la demande du prince Hugo de Schönbourg-Waldenbourg (de), il est enterré au cimetière de Droyßig en face de la sépulture héréditaire princière. Sa tombe y survit à ce jour et est en bon état.

## Travaux
Kritzinger est également actif en tant que poète. Il écrit principalement des chants religieux et des poèmes pour les prières quotidiennes du matin qu'il prononce en tant que directeur de l'Institut royal d'éducation de Droyßig, ainsi que pour les fêtes religieuses. Son œuvre la plus connue à ce jour est le chant de Noël Süßer die Glocken nie klingen, qu'il écrit sur la mélodie de la chanson folklorique de Thuringe Dort sinket die Sonne im Westen. Son poème Der Wald (« Forêt, tu es si belle ») est mis en musique à plusieurs reprises sous forme de chœur, par exemple par Michael Eduard Surläuly (de) et Karl Attenhofer (de).
Il travaille en étroite collaboration avec son frère Ludwig Kritzinger (1823-1894) sur sa poésie. Selon des recherches récentes du musicien d'église Andreas Behrendt , "les sources ne sont pas claires" ; Selon l'histoire familiale qui est transmise, Ludwig serait le véritable auteur de la chanson. Il est également diplômé de l'école du monastère de Lehnin et devient plus tard maître d'école. Après avoir travaillé dans l'Uckermark, il retourne dans sa ville natale en 1866. En tant que chantre et premier professeur de l'"École évangélique unie" nouvellement fondée à Lehnin, il contribue certainement de manière significative à la diffusion des chansons de son frère à partir de 1874. Les deux frères écrivent également des traités sur l'histoire du monastère de Lehnin.

## Honneurs
Ses mérites lui valent de nombreux honneurs. En 1875, il reçoit l'aigle des chevaliers de l'ordre de la maison royale de Hohenzollern et en 1885, il est nommé à la commission scolaire royale. En 1888, il reçoit l'Ordre de l'Aigle rouge 4e classe et la 3e classe avec ruban. À Droyßig, la Wilhelm-Kritzinger-Straße porte son nom. Sa ville natale Lehnin décide en 2019 de lui rendre hommage avec son frère Ludwig avec une Kritzingergasse. La dénomination de la Kritzingergasse et le dévoilement d'une plaque commémorative ont lieu le 28 novembre 2021.

## Écrits
Catalogue raisonné basé sur des catalogues contemporains :   
- Lebensblüthen in Liedern. Duncker, Berlin 1857.
- Liederbüchlein für Kinder. Streiber, Zeitz 1857.
- Eichenblätter zu Preußens jüngstem Ehrenkranze. Heinicke, Berlin 1864, (OCLC 246779683).
- Samenkörner aus Gottes Wort. Kay, Kassel 1866, (OCLC 179922494).
- Weihnachtsbüchlein für Schule und Haus. Webel, Zeitz 1866, (OCLC 246776240).
- Weihnachtsstrauß für Haus und Schule. Huch, Zeitz 1869.
- Vaterlands-Lieder. Huch, Zeitz 1876.
- Pilgerklänge. Gedichte. Huch, Zeitz 1885, (OCLC 246930296).

Supplémentaire:
- als Wilhelm Kritzinger: Die Gründung des ehemals so berühmten Cisterzienser-Klosters Lehnin bei Brandenburg a.d.H. und Beschreibung der daselbst befindlichen Merkwürdigkeiten. Lehnin o. J. [1851 ?] (Digitalisat in der Google-Buchsuche).
- Beitrag zu: Ludwig Kritzinger: Kloster Lehnin und seine Sagen. Lehnin 1876.